# Seiichi Miyake

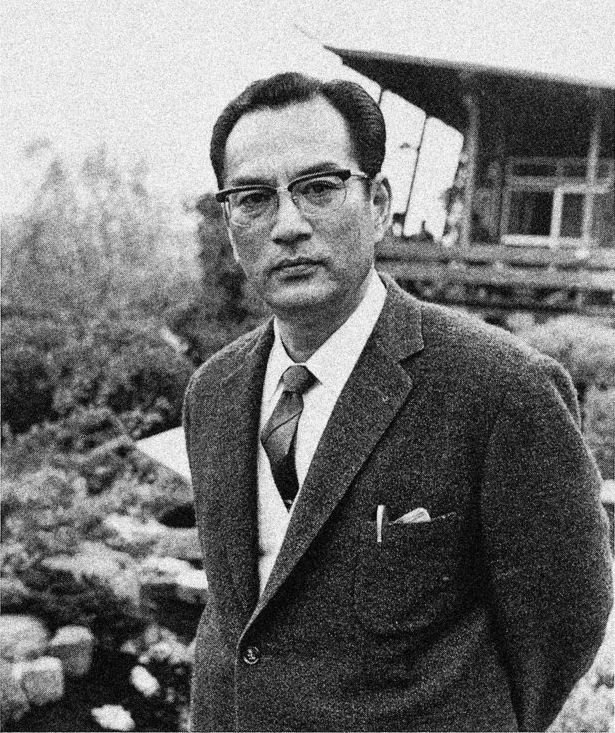
Seiichi Miyake

Seiichi Miyake (japanisch 三宅精一 Miyake Seiichi, * 5. Februar 1926 in Kurashiki, Präfektur Okayama, Japan; † 10. Juli 1982 in Okayama, Japan) ist bekannt als der Erfinder von Blindenleitsystemen.

## Blindenleitsystem

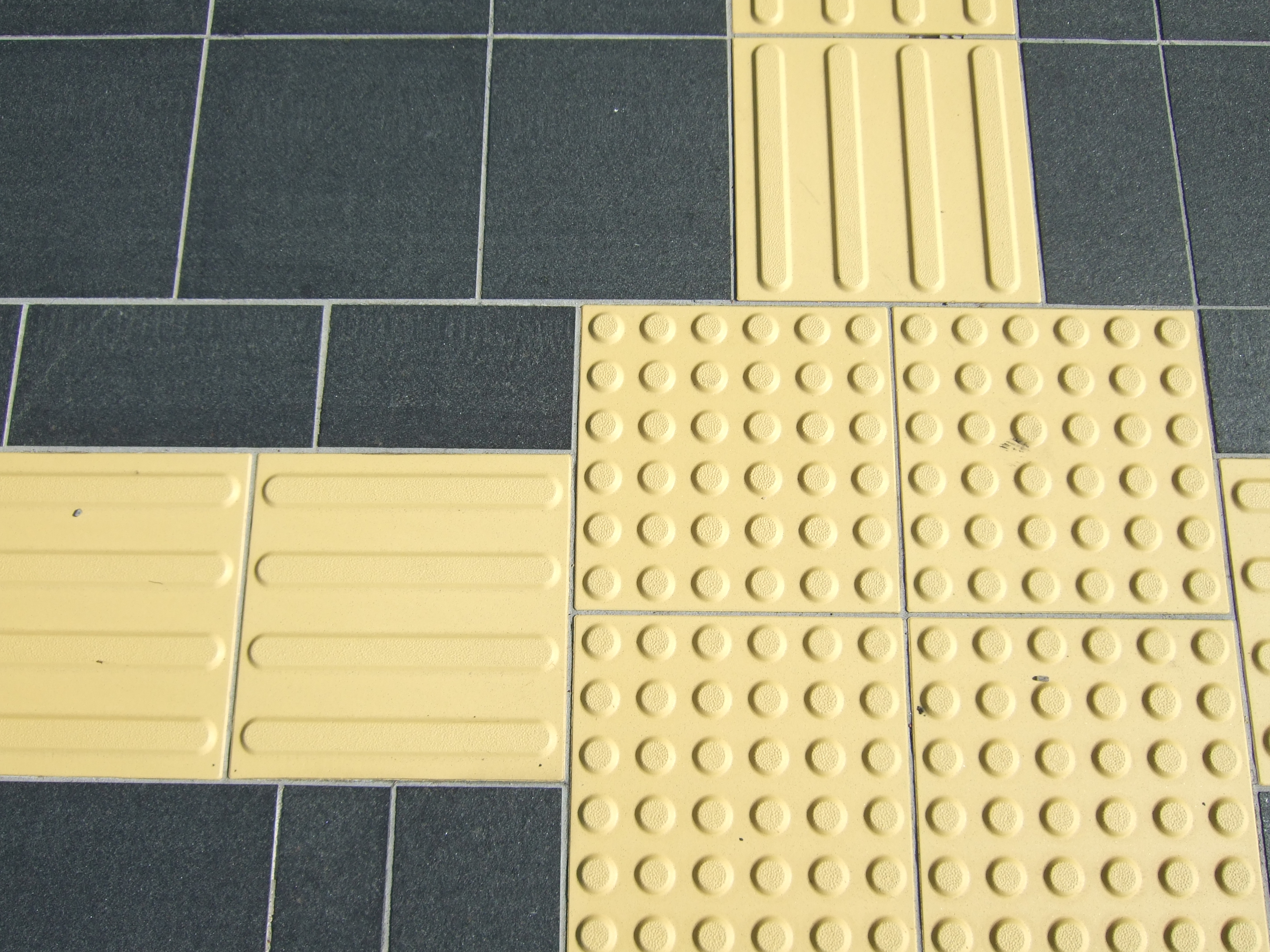
Blindenleitsystem mit Rillen und Noppen

Im Jahr 1965 erfand er ein System, um seinem blinden Freund das Leben zu erleichtern, und investierte sein eigenes Geld in Blindenleitsysteme. Zwei Jahre später, am 18. März 1967, wurde eine Blindenschule in Okayama mit diesem System ausgestattet.
Blindenleitsysteme haben sich seither weltweit durchgesetzt und sind vorwiegend an Bahnhöfen, Bus- und Straßenbahnhaltestellen und Straßenkreuzungen zu finden.
Erhabene Noppen deuten auf besondere Stellen hin (z. B. Straße, Bahnübergang oder Buseinstieg), Rillen weisen Richtungen oder zeigen Begrenzungen auf.

## Auszeichnungen
Am 18. März 2019 ehrte Google Doodle ihn, indem das Suchmaschinen-Logo durch ein Blindenleitsystem mit gelbem Untergrund ersetzt wurde, wobei einige Noppen farblich hervorgehoben wurden, um den Google-Schriftzug sichtbar werden zu lassen.